# Radějovice (Strakonicei járás)
Radějovice falu és önkormányzat (obec) Csehország Dél-csehországi kerületének Strakonicei járásában. Területe 2,25 km², lakosainak száma 34 (2008. 12. 31). A falu Strakonicétől mintegy 13 km-re délkeletre, České Budějovicétől 40 km-re északnyugatra, és Prágától 104 km-re délre fekszik.
A település első írásos említése 1334-ből származik.

## Népesség
A település népessége az elmúlt években az alábbi módon változott:
| Lakosok száma | 122  | 158  | 130  | 88   | 67   | 40   | 40   | 44   | 39   | 43   |
|               | 1869 | 1890 | 1921 | 1950 | 1980 | 2001 | 2017 | 2019 | 2022 | 2024 |